# Þórarinn Ingi Valdimarsson
Þórarinn Ingi Valdimarsson (Thórarinn Ingi Valdimarsson) est un footballeur islandais, né le 23 avril 1990 aux Îles Vestmann. Il évolue au poste de milieu relayeur.

## Palmarès
Vierge

## Statistiques
| Saison | Club             | Pays        | Championnat        | Coupes nationales | Coupes d'Europe | Islande |
| ------ | ---------------- | ----------- | ------------------ | ----------------- | --------------- | ------- |
| 2007   | ÍB Vestmannaeyja | Úrvalsdeild | 12 matchs          | ?                 | -               | -       |
| 2008   | ÍB Vestmannaeyja | Úrvalsdeild | 19 matchs / 2 buts | ?                 | -               | -       |
| 2009   | ÍB Vestmannaeyja | Úrvalsdeild | 19 matchs / 1 but  | ?                 | -               | -       |
| 2010   | ÍB Vestmannaeyja | Úrvalsdeild | 21 matchs / 5 buts | ?                 | -               | -       |
| 2011   | ÍB Vestmannaeyja | Úrvalsdeild | 21 matchs / 5 buts | ?                 | 2 matchs (C3)   | -       |
| 2012   | ÍB Vestmannaeyja | Úrvalsdeild | 17 matchs / 6 buts | ?                 | 2 matchs (C3)   | 1 match |
| 2013   | Sarpsborg 08 FF  | Tippeligaen | 11 matchs / 1 but  | 2 matchs / 1 but  | -               | -       |

Dernière mise à jour le 2 juillet 2013